# Blacus thoracicus
Blacus thoracicus är en stekelart som beskrevs av Van Achterberg 1976. Blacus thoracicus ingår i släktet Blacus, och familjen bracksteklar. Inga underarter finns listade.